# Atika bint Shuhda
Atika bint Shuhda, levde 800, var en abbasidisk qiyanartist.
Hon var född i Medina som dotter till en qiyan. Hon var verksam i Basra under andra hälften av 700-talet, där hon blev känd för som förmåga som lutspelare, och hyllas som sådan av Ishaq al-Mawsili (d. 850). Hon tonsatte Umar ibn Abi Rabi'ahs lyrik till musik. Hon undervisade andra qiyan och musiker, bland dem Ishaq al-Mawsili och Mukhariq ibn Yahya.